# Димитричка Чолакова
Димитричка Костова Чолакова (Славка) е участничка в Съпротивителното движение по време на Втората световна война. Българска партизанка от партизанския отряд „Христо Кърпачев“.

## Биография
Димитричка Чолакова е родена на 5 април 1922 г. в с. Слънчево, Варненско. Рано напуска дома и търси препитание в Габрово. Става работничка в текстилна фабрика. В средата на габровската работническа класа Димитричка се оформя политически, член на РМС.
Потърсена за арест от габровската полиция, преминава в нелегалност и през ноември 1942 г. става партизанка в Габровския отряд. Учи за санитарка, след което е прехвърлена в Първа чета на Партизански отряд „Христо Кърпачев“. Убита по време на зимната правителствена офанзива в престрелка с подразделение от IX ловна дружина на 10 февруари 1944 г. край с. Крушуна, Ловешко.